# Rémi Giuitta
Rémi Giuitta, né le 21 juin 1977, à Marseille, en France, est un entraîneur français de basket-ball.